# Nichtleitende Räume
Die Schutzmaßnahme Schutz durch Nichtleitende Räume wird bei Arbeiten im Bereich der elektrischen Energietechnik in der Hochspannungstechnik eingesetzt. Die Maßnahme erlaubt ein Arbeiten unter Spannung und ist von dem Verfahren mit isolierenden Plattformen, wie sie bei Arbeiten im Freien verwendet werden, vergleichbar.
Eine elektrische Spannung ist eine Potentialdifferenz zwischen zwei elektrisch leitenden Körpern. Der Mensch bewegt sich normalerweise auf dem Potential der Erde, das er gleich 0 setzt. Eine Schutzmaßnahme verhindert gewöhnlich, dass der Mensch ein Potential berührt, das so viel von dem der Erde abweicht, dass es gefährlich für ihn wird. Der isolierte Raum verhindert, dass der Mensch das Erdpotential erreicht und hebt die Person immer auf das Potential, das ihn gefährdet, ohne ihm die Möglichkeit zu geben, ein anderes Potential zu berühren. Ohne anderes Potential entsteht keine gefährliche Spannung (Potentialdifferenz). Die Räume sind entsprechend isoliert und die Abstände so groß festgelegt (min. 2,5 m), dass man immer nur ein Potential berühren kann. Das schließt Bereiche unter Fußböden und bis zur Decke ein.